# 髙木太郎
髙木 太郎（たかき たろう、1961年 - ）は、日本の弁護士。
主な弁護団事件にアスベスト訴訟弁護団や国労弁護団がある。

## 来歴
熊本県立玉名高等学校を経て東京大学法学部を卒業した。その後、1991年に弁護士登録（43期）し、埼玉弁護士会に所属している。2000年から、埼玉弁護士会の研修委員長、2004年から副会長などを歴任した。また、2006年から4年間、さいたま簡易裁判所調停官を務めた。
2010年には関東弁護士会連合会主催のシンポジウム「労働と貧困」の委員長を務めた。
2013年から2年間、日本労働団の幹事長を務め、2021年度には埼玉弁護士会の会長を務めた。